# Escudo de Cabranes
Cabranes, no tiene adaptado legalmente un escudo de armas pero usa el inventado por Octavio Bellmunt y Fermín Canella en su obra "Asturias". 
Cuarteles: El primero es un escudo en donde dos cabras saltan sobre un pino, este escudo es el de la familia Tineo y Tuñon. El segundo, se le añade un sol como signo de fertilidad. El tercero es el que utiliza actualmente el ayuntamiento, es igual que el descrito anteriormente pero añadiendo cinco vasijas. Su escudo es partido y medio cortado.
- Primer cuartel partido: con dos cabras una echada al pie del pino y otra alzada, son las armas de los Tineo y Tuñon.

- Segundo cuartel cortado: un sol en oro, que es un signo de fertilidad.

- Tercer cuartel cortado: con cinco vasijas de plata, estas vasijas son el escudo de armas de la familia Bernardos.

Al timbre corona real cerrada. 